# Festen (Oper)
Festen (deutsch: Das Fest) ist eine abendfüllende Oper in drei Akten, komponiert von Mark-Anthony Turnage. Das Libretto verfasste Lee Hall nach dem gleichnamigen Film von Thomas Vinterberg und Mogens Rukov. Ihre Uraufführung hatte sie im Februar 2025 in London.

## Handlung

### Akt I, Szene 1: Arrivals (Ankunft)
In einem dänischen Landhaushotel steht die Feier zum 60. Geburtstag des Besitzers Helge Klingefeldt bevor (Overture). Als erste Gäste treffen nacheinander die drei Kinder Helges und seiner Frau Else ein: Christian, der in Paris zwei Restaurants betreibt, Helene (bzw. Helena im englischen Libretto) sowie Michael mit Frau und Kindern. Helge bittet Christian als ältesten Sohn, auf der Feier später am Abend einige Worte auch zum Tod seiner Zwillingsschwester Linda zu sagen, die sich offenkundig vor Kurzem das Leben genommen hat. Christian beruhigt seinen Vater, alles sei vorbereitet. 
Michael, das schwarze Schaf der Familie und beim letzten Fest durch zu viel Alkohol, Randale und sexuelle Eskapaden aufgefallen, ist gar nicht eingeladen, ergaunert sich aber vom Empfangschef die Schlüssel zu Helenes Zimmer. So muss Helene das Zimmer Lindas beziehen, das eigentlich nicht belegt wird. Die restlichen Gäste, überwiegend Familie, treffen ein (Hello Chorus), begrüßen einander mit den üblichen Floskeln („Gut siehst du aus“, „Zum Glück ist es nur einmal alle zehn Jahre“ ...) und singen spontan im Chor ein Geburtstagslied für den gerührten Helge (The Birthday Song).

### Akt I, Szene 2: Getting Ready (Vorbereitungen)
Emotionslos begegnet Christian den Avancen der Kellnerin Pia, die schon früher in ihn verliebt war und von ihren hoffnungslosen Versuchen berichtet, andernorts Fuß zu fassen. Nebenan liefern sich Michael und seine Frau Mette erst einen lauten Streit über nicht eingepackte Schuhe, dann einen rüden Versöhnungsfick. Helene entdeckt in Lindas Zimmer deren versteckten Abschiedsbrief und verbirgt ihn in ihrem Kulturbeutel.

### Akt II, Szene 1: The Party (Das Fest)
Die Feier scheint zunächst den erwartbaren Lauf zu nehmen. Helge heißt alle willkommen (Helge’s Welcome), sein deutscher Geschäftspartner und Freund Helmut von Sachs fungiert als Zeremonienmeister, die Gäste diskutieren über den Geschmack der Suppe. Den ersten Toast auf Helge beginnt Christian mit unschuldigen Kindheitserinnerungen, um dann der schockierten Gesellschaft zu verkünden, der Vater habe ihn und Linda regelmäßig in seinem Büro sexuell missbraucht. Das darauffolgende Schweigen bricht der demente Opa, angefeuert von Michael, mit einer schlüpfrigen Anekdote. Die Wirkung von Christians Rede ist verpufft. Helene erklärt, ihr Bruder liebe nun einmal verdrehte Scherze.
Der Küchenchef, ein Jugendfreund, fordert Christian auf, jetzt nicht aufzugeben. Er lässt sein Personal die Autoschlüssel aller Anwesenden suchen und verstecken. Während die Gäste zum zweiten Gang des Menüs übergehen, trifft ein verspäteter Gast ein, Helenes neuer Partner Gbatokai. Michael hält ihn der Hautfarbe wegen für einen Lohn-Musiker, Else für einen von Helenes früheren Freunden. Christian kehrt in den Festsaal zurück und beschuldigt Helge, die Schuld an Lindas Tod zu tragen. Während die verängstigten Gäste hinausströmen und vergeblich versuchen, ihre Autoschlüssel oder ein Taxi zu finden, droht Helge Christian, die Festgesellschaft über dessen psychische Krankheiten und verpfuschte Beziehungen ins Bild zu setzen. Er verlangt, dass Christian bleibt und so spürt, dass man seine Familie nicht bespuckt.
Unterstützt durch mehr Weinkonsum, kehren alle zurück an die Festtafel. Nun erhebt sich Else für eine Rede. Sie reminisziert ihre glückliche Ehe und die Eigenarten ihrer lieben, erfolgreichen Kinder. Christian habe schon immer in seiner eigenen Welt gelebt und Fantasie und Wirklichkeit nicht unterscheiden können. Sie fordert, er solle um Verzeihung bitten. Doch Christian bezichtigt seine Mutter der Heuchelei und Mitschuld; sie war Zeugin des Missbrauchs und hat ihre Kinder nicht geschützt. Michael und Helmut schleifen Christian gewaltsam aus dem Saal, während nun Oma aus dem Stegreif zu aller Trost ein romantisches Volkslied singt. Michael schließt sich an mit einem rassistischen Kinderlied, in das nach und nach alle einstimmen. Helene und Gbatokai verlassen entsetzt die nun immer hemmungslosere Festgesellschaft, die in einer Conga Line lauthals grölend durchs Haus zieht.
Helene schickt Pia nach ihren Beruhigungspillen, Pia kommt mit dem Abschiedsbrief aus Helenes Kulturbeutel zurück. Vor dem Dessert fordert Helmut zum Festbeschluss einen letzten Toast auf Helge. Helene erhebt sich und liest Lindas Zeilen vor: Sie erklärt darin, es nicht mehr zu ertragen, dass der Vater sie jede Nacht wieder im Traum missbrauche, und verabschiedet sich von ihren Geschwistern. Helge verlässt das Fest mit einer Verwünschung seiner unfähigen Kinder, die nichts anderes verdient hätten. Michael setzt ihm nach in die Küche und verprügelt ihn brutal bis aufs Blut. Dem allein zurückgebliebenen Christian erscheint die tote Linda.

### Akt III: A Coda (Eine Coda)
Am nächsten Morgen kommt die Festgesellschaft von ihren Zimmern herunter. Alle wünschen einander einen guten Morgen (The Morning Chorus). Schließlich erscheinen auch Else und Helge, grüßen, werden begrüßt und nehmen mit allen zum Frühstück Platz. Christian wird von den Gästen ignoriert.

## Musikdramatische Gestaltung

### Komposition
Es handelt sich um ein Konversationsstück in Musik. Der gesungene Text ist meist syllabisch vertont. Dialoge und Alltagssprache, auch derbes Vokabular enthaltend, herrschen vor. Stellenweise gibt es monologische Passagen wie etwa die Festreden, Christians Anklagen, Pias Lebensbericht sowie der Brief und die Arie der toten Linda. Chorszenen sind zumeist von vielen Textwiederholungen geprägt, sonst sind die Gesangspartien weitgehend im Parlando-Stil (mit exakten Tonhöhen) komponiert. Eingewoben in den musikalischen Verlauf sind auch geschlossenere chorische oder solistische Formen. Gliedernd wirken wenige rein orchestrale Teile wie die kurze Ouvertüre, Akt-Zwischenspiele und Szenenwechsel.
Der Film (der den Dogma-Prinzipien gemäß auf Musikuntermalung verzichtet) enthält eine Reihe von Liedern, die, ganz oder gekürzt, Teil der Filmhandlung sind. Diese Momente werden von der Oper aufgegriffen, wobei die originalen Filmmelodien, teilweise durch neue Musiken ersetzt, meist zu umfangreicheren, charakteristischen Nummern auskomponiert werden. Hierzu zählen das Geburtstagslied für Helge und das von Oma gesungene Volkslied. Auffällig sind zwei weitere Chorszenen, bei denen Komponist und Librettist sich für eine ‚kontextwidrige‘ Ausgestaltung entschieden haben: Michaels rassistisches Kinderlied Jeg har set en rigtig negermand wird durch Baa, Baa, Black Sheep ersetzt, und die Festgäste tanzen Conga statt Polonaise – obwohl die Oper unverändert in Dänemark spielt, finden also im Britischen bzw. Anglo-Amerikanischen geläufige Standards Verwendung.
Bei der Instrumentierung ist durchweg darauf geachtet, dass die Gesangstexte gut verständlich bleiben. Das Orchester ist groß besetzt, mit drei- bis vierfachen Holz- und Blechbläsern (dazu Sopransaxophon), umfangreichem Schlagwerk, Harfe, Klavier/Celesta und chorischen Streichern.

### Libretto und Unterschiede zum Film
Als Äquivalent für die im Film möglichen schnellen Schnitte und Wechsel der Örtlichkeit sehen die Opernautoren für das Szenenbild eine Simultanbühne vor. Außer Akt I, Szene 2, die gleichzeitig die drei Gastzimmer Christians, Helenes und Michaels zeigt, sind die ganze Oper hindurch die Hotelküche, die Lobby, und der Speisesaal parallel zu sehen.
Die Oper wird ohne Pause gespielt, ihre Handlung ist linear und folgt im Großen und Ganzen der des Films. Das Libretto beruht weitgehend auf den Dialogen des Films. Dass gesungen wird, bedingt, im Vergleich mit dem realistischen Sprechen, einen im Umfang geringeren, im Inhalt konzentrierteren Textkorpus; für die Chorszenen hingegen werden Szenen- und Satzfetzen wiederholt und in absurd-komischer Weise aufgebläht – dies gilt insbesondere, wenn die Festgäste einander quasi endlos begrüßen, die Zutaten der Suppe diskutieren oder an der Rezeption nach Autoschlüsseln, ihrem Gepäck oder einem Taxi verlangen. Eine Ausspinnung anderer Art ist die Partie der toten Linda, die auch im Film mehrfach kurz traumartig-gespenstisch erscheint und sogar spricht – in der Oper haben die Autoren ihr ein ausgedehntes Solo gegeben, in der sie in lyrischen Tönen ihren Bruder Christian tröstet; die Worte dieses Abschnitts stammen von der mittelalterlichen Mystikerin Juliana von Norwich.
In Gehalt, Aussage, Stimmungen und Wirkung auf das Publikum entsprechen sich Oper und Film weitgehend. Eine leicht unterschiedliche Akzentuierung erfährt aber beispielsweise die Figur Michaels, dessen aggressives Handeln im Film auch der Erwartung entspringt, seinem Vater womöglich als Logenbruder und Hotelchef nachfolgen zu können. Die wichtigste Abweichung stellt der Schluss der Oper dar; während im Film der Vater, soweit es ihm möglich ist, seine Schuld bekennt und vom Frühstück und der Familie ausgeschlossen wird, so endet die Oper damit, dass alle (außer Helene und Gbatokai) einander einen guten Morgen wünschen, als sei nichts geschehen, und Christians Gegenwart ignorieren. Die Uraufführungsproduktion inszenierte diese pessimistische, schockierende „Coda“ (wie sie im Libretto heißt) als absolut realistisches Geschehen; aber auch (alp-)traumartige Deutungen wären denkbar.

## Aufführungen
Das Werk entstand im Auftrag der Londoner Royal Opera und wurde ebendort am 11. Februar 2025 uraufgeführt – in einer Inszenierung von Richard Jones, der bereits 2011 die Oper Anna Nicole am selben Haus erstmals auf die Bühne brachte, und unter der musikalischen Leitung von Edward Gardner. Zum Kreativteam gehörten Miriam Buether (Bühnenbild), Nicky Gillibrand (Kostüme), Lucy Carter (Licht), Lucy Burge (Bewegungsregie) sowie  William Spaulding (Chordirektion). Die Hauptrollen sangen Allan Clayton (als Christian), Stéphane Degout (Michael), Natalya Romaniw (Helena), Gerald Finley (Helge), Rosie Aldridge (Else), Philippa Boyle (Mette), Clare Presland (Pia), Susan Bickley (Grandma), John Tomlinson (Grandpa), Thomas Oliemans (Helmut), Peter Brathwaite (Gbatokai) und Marta Fontanals-Simmons (Linda).
Folgeaufführungen fanden in London am 14., 19., 22., 24. und 27. Februar statt. Die Aufführung vom 22. Februar wurde live von BBC3 im Radio übertragen. Die Uraufführung fand in Kooperation mit der Finnischen Nationaloper statt; die Erstaufführung in Helsinki ist für den 27. März 2026 angekündigt. Gezeigt wird auch hier Richard Jones’ Inszenierung, dirigiert von James Hendry, in englischer Sprache gesungen von einem überwiegend neuen Ensemble.

## Auszeichnungen
Festen gewann bei den Olivier Awards 2025 in zwei Kategorien: Das Stück wurde als beste neue Opernproduktion und Allan Clayton für seine herausragende Leistung als Sängerdarsteller des Christian ausgezeichnet.

## Pressestimmen
„The orchestral score drives this tragedy inexorably, with Turnage showing an infallible sense of when to allow the quiet power of the words to speak for themselves and when to allow his music to take charge, as the action flips from black comedy to bleak horror […] There are some devastating silences, alongside the briefest snatches of serene lyrical beauty, and rather more of Turnage’s trademark bluesy inflections, which are only one element in a wonderfully varied musical palette.“

„Die Orchesterpartitur treibt diese Tragödie unaufhaltsam voran, wobei Turnage ein unfehlbares Gespür dafür beweist, wann er die ruhige Kraft der Worte für sich selbst sprechen lässt und wann er seiner Musik erlaubt, die Führung zu übernehmen, während die Handlung von schwarzer Komödie zu erdrückendem Schrecken wechselt […] Es gibt ebenso erschütternde Momente der Stille wie kurze Blitze heiterer Sangesschönheit, aber vor allem jene Blues-Anklänge, die Turnages Markenzeichen sind – und doch nur ein Element in einer wunderbar vielfältigen musikalischen Palette.“

„Mark-Anthony Turnage and librettist Lee Hall have created something extraordinary: an opera in which the horrors of the piece are as dark and dramatic as you can imagine, but which is richly entertaining and truly hilarious for a great deal of its length […] It’s rare for a newly written opera to be quite such an obvious winner.“

„Mark-Anthony Turnage und Librettist Lee Hall haben etwas Außergewöhnliches geschaffen: eine Oper, in der das Grauen des Stücks so düster und dramatisch ist, wie man es sich nur vorstellen kann, die aber über weite Strecken auch höchst unterhaltsam und wirklich urkomisch ist […] Es ist selten, dass eine zeitgenössische Oper ein so offensichtlicher Treffer ist.“